# Victoria Cubs
Die Victoria Cubs waren ein kanadisches Eishockeyfranchise der Pacific Coast Hockey League aus Victoria, British Columbia.  

## Geschichte
Das Franchise der Victoria Cubs nahm 1928 den Spielbetrieb in der neu gegründeten Pacific Coast Hockey League auf. In ihren beiden Spielzeiten belegte die Mannschaft jeweils den letzten Platz in der regulären Saison. Im Anschluss an die Saison 1929/30 wurde die Mannschaft aufgelöst. 